# Ivan Goremykine
Pour les articles homonymes, voir Goremykine.
Ivan Logguinovitch Goremykine (en russe : Иван Лóггинович Горемыкин), né le 8 novembre 1839 à Novgorod et mort le 24 décembre 1917 à Sotchi, est un avocat et homme politique de la Russie impériale. Il est président du Conseil en 1906 et de 1914 à 1916.

## Biographie
Né dans une famille de l'aristocratie russe, Ivan Goremykine suit des études de droit et devient avocat. Il travaille dans les services du Sénat avant de devenir commissaire pour les affaires rurales en Pologne pendant les années 1860, où il se passionne pour le monde rural et rédige de nombreuses études sur les problèmes de la paysannerie, mais n'apporte aucune solution. Adjoint au ministre de la Justice en 1891, il est nommé sénateur en 1894.

### Ministre de l'Intérieur
Le 15 octobre 1895, Nicolas II le nomme ministre de l'Intérieur. Ivan Goremykine préconise la réforme administrative et le développement des zemstvos, mais ce programme suscite de fortes oppositions et il est obligé de donner sa démission en 1899. Dans ces fonctions, il s'attire également l'hostilité d'un grand nombre par sa politique répressive. C'est en 1897 qu'il fait exiler en Angleterre le tolstoïen Vladimir Tchertkov. Goremykine est remplacé par Dmitri Sipiaguine.

### Président du Conseil
Le 5 mai 1906, Ivan Goremykine est nommé président du Conseil succédant à Serge Witte. Son opposition à la politique de réforme préconisée par la Douma l'empêche de travailler avec cette assemblée et il présente sa démission au tsar dès le 21 juillet. Il est alors remplacé par le ministre de l'Intérieur Piotr Stolypine.

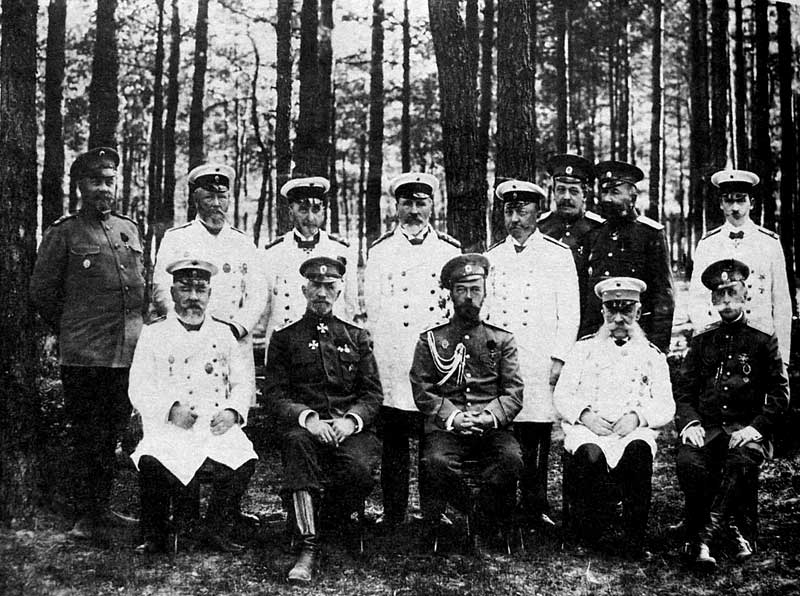
Ivan en blanc assis à droite du Tzar, les ministres du conseil le 14 juin 1915 à Baranavitchy.

Le 12 février 1914, Ivan Goremykine est rappelé par Nicolas II au poste de président du Conseil. Ce choix du tsar est dicté par les bons sentiments qu'éprouve pour lui l'impératrice Alexandra. L'hostilité des membres de la Douma et des ministres nuit grandement à l'efficacité de son gouvernement. Nicolas II prend la décision en 1915 d'assurer lui-même le commandement de l'armée impériale et Goremykine invite le Conseil d'État à approuver la décision de l'empereur, mais les conseillers d'État refusent la proposition du ministre qui déclare à ce sujet : « Je ne suis pas apte à assurer ma position » et demande à être remplacé par « un homme possédant des vues plus modernes ». Son désir est exaucé le 2 février 1916 et il est remplacé par le conservateur Boris Stürmer. Méprisé par les parlementaires et les révolutionnaires qui veulent sa démission, Goremykine dirige un gouvernement dont l'inefficacité va contribuer à l'instabilité puis à la chute de la dynastie.
Décrit comme un « homme de la vieille école », considérant le tsar comme « oint du droit souverain », Ivan Goremykine est un fidèle partisan de Nicolas II, en conséquence de quoi il poursuit une politique conservatrice et répressive.
Arrêté en mai 1917, Goremykine est entendu par la commission d'enquête du gouvernement provisoire. Peu après, Kerenski le fait libérer et l'oblige à se retirer dans sa villa de Sotchi où le 24 décembre, il est tué avec sa femme, sa fille et son gendre au cours d'un cambriolage.